# Championnat d'Asie du Sud-Est de football 2010
Navigation
Édition précédente Édition suivante
L'AFF Suzuki Cup 2010 est une compétition internationale de football, la 8e édition du Championnat d'Asie du Sud-Est de football, championnat regroupant les équipes nationales de l'ASEAN (Association des Nations de l'Asie du Sud-Est), inauguré en 1996. Autrefois appelée Tiger Cup (Coupe du Tigre) lors des premières éditions, la Coupe a changé de nom depuis 2008 car elle est désormais sponsorisée par l'entreprise japonaise Suzuki.
Elle s'est déroulée du 1er au 29 décembre 2010 en Indonésie et au Viêt Nam pour la phase finale.

## Stades
| Jakarta                 | Palembang               | Hanoï                   | Nam Định                |
| ----------------------- | ----------------------- | ----------------------- | ----------------------- |
| Bung Karno Stadium      | Jakabaring Stadium      | Stade national Mỹ Đình  | Thiên Trường Stadium    |
| Capacité: 88 083 places | Capacité: 40 000 places | Capacité: 40 000 places | Capacité: 30 000 places |
|                         |                         |                         |                         |

## Tour préliminaire
Le tour préliminaire de qualification s'est déroulée du 22 au 26 octobre 2010 à Vientiane, capitale du Laos. Il a opposé les 4 nations les plus mal classées de l'ASEAN. Le Bruneï aurait dû être la 5° équipe à y participer mais il a été exclu de la compétition à la suite de la suspension de la Fédération de Brunei de football par la FIFA.
| Équipe         | J | G | N | P | Bp | Bc | GA  | Points |
| -------------- | - | - | - | - | -- | -- | --- | ------ |
| Laos           | 3 | 1 | 2 | 0 | 8  | 3  | +5  | 5      |
| Philippines    | 3 | 1 | 2 | 0 | 7  | 2  | +5  | 5      |
| Cambodge       | 3 | 1 | 2 | 0 | 4  | 2  | +2  | 5      |
| Timor oriental | 3 | 0 | 0 | 3 | 3  | 15 | −12 | 0      |

## Phase finale
La phase finale regroupe 8 équipes. Les deux pays hôtes sont automatiquement qualifiés, ainsi que les 4 autres équipes les mieux classées dans les compétitions précédentes. Deux autres équipes sont qualifiées via le tour préliminaire.
La phase de groupe se déroule en Indonésie et au Viet Nam du 1er au 7 décembre pour le groupe A, du 2 au 8 décembre pour le groupe B. Les demi-finales et la finale sont jouées en match aller-retour à domicile et à l'extérieur. Les demi-finales auront lieu les 15 et 16 décembre pour les matchs aller, les 18 et 19 décembre pour les matchs retour. La finale aura lieu les 26 et 29 décembre.

### Participants
Les deux pays hôtes sont automatiquement qualifiés pour la phase finale
- Indonésie
- Vietnam

Quatre autres pays sont qualifiées automatiquement pour la phase finale grâce à leurs résultats dans les compétitions précédentes
- Malaisie
- Birmanie
- Singapour
- Thaïlande

Deux pays se sont qualifiés via le tour préliminaire
- Laos
- Philippines

### Phase de groupes

#### Groupe A
Les matchs ont lieu en Indonésie du 1er au 7 décembre 2010.
| Équipe    | J | G | N | P | Bp | Bc | GA  | Points |
| --------- | - | - | - | - | -- | -- | --- | ------ |
| Indonésie | 3 | 3 | 0 | 0 | 13 | 2  | +11 | 9      |
| Malaisie  | 3 | 1 | 1 | 1 | 6  | 6  | 0   | 4      |
| Thaïlande | 3 | 0 | 2 | 1 | 3  | 4  | −1  | 2      |
| Laos      | 3 | 0 | 1 | 2 | 3  | 13 | −10 | 1      |

| 1er décembre 2010 | Thaïlande          | 2 – 2 | Laos                             | Bung Karno Stadium, Jakarta |                        |
| 17:00             | Sarayoot 67e 90+1e |       | I. Konekham 54e · S. Kanlaya 82e | Arbitrage : Ryuji Sato      | Arbitrage : Ryuji Sato |
| 17:00             | Report             |       |                                  | Arbitrage : Ryuji Sato      | Arbitrage : Ryuji Sato |

| 1er décembre 2010 | Indonésie                                                                 | 5 – 1 | Malaisie       | Bung Karno Stadium, Jakarta |                         |
| 19:30             | Asraruddin 22e (csc) · Gonzáles 33e · Ridwan 52e · Arif 76e · Irfan 90+4e |       | Norshahrul 18e | Arbitrage : Vo Minh Tri     | Arbitrage : Vo Minh Tri |
| 19:30             | Report                                                                    |       |                | Arbitrage : Vo Minh Tri     | Arbitrage : Vo Minh Tri |

| 4 décembre 2010 | Thaïlande | 0 – 0 | Malaisie | Bung Karno Stadium, Jakarta |                     |
| 17:00           |           |       |          | Arbitrage : Win Cho         | Arbitrage : Win Cho |
| 17:00           | Report    |       |          | Arbitrage : Win Cho         | Arbitrage : Win Cho |

| 4 décembre 2010 | Laos   | 0 – 6 | Indonésie                                                            | Bung Karno Stadium, Jakarta |                        |
| 19:30           |        |       | Firman 28e (pen.) 51e · Ridwan 33e · Irfan 63e · Arif 77e · Okto 82e | Arbitrage : Daud Abbas      | Arbitrage : Daud Abbas |
| 19:30           | Report |       |                                                                      | Arbitrage : Daud Abbas      | Arbitrage : Daud Abbas |

| 7 décembre 2010 | Malaisie                                                             | 5 – 1 | Laos         | Jakabaring Stadium, Palembang |                         |
| 19:30           | Amri Yahyah 4e 41e · Amirul Hadi 74e · Norshahrul 77e · Jasuli 90+1e |       | S. Lamnao 8e | Arbitrage : Vo Minh Tri       | Arbitrage : Vo Minh Tri |
| 19:30           | Report                                                               |       |              | Arbitrage : Vo Minh Tri       | Arbitrage : Vo Minh Tri |

| 7 décembre 2010 | Indonésie                       | 2 – 1 | Thaïlande | Bung Karno Stadium, Jakarta                 |                                             |
| 19:30           | Bambang 82e (pen.) 90+1e (pen.) |       | Suree 69e | Spectateurs : 65 000 Arbitrage : Ryuji Sato | Spectateurs : 65 000 Arbitrage : Ryuji Sato |
| 19:30           | Report                          |       |           | Spectateurs : 65 000 Arbitrage : Ryuji Sato | Spectateurs : 65 000 Arbitrage : Ryuji Sato |

#### Groupe B
Les matchs ont lieu au Viet Nam du 2 au 8 décembre.
| Équipe      | J | G | N | P | Bp | Bc | GA | Points |
| ----------- | - | - | - | - | -- | -- | -- | ------ |
| Vietnam     | 3 | 2 | 0 | 1 | 8  | 3  | +5 | 6      |
| Philippines | 3 | 1 | 2 | 0 | 3  | 1  | +2 | 5      |
| Singapour   | 3 | 1 | 1 | 1 | 3  | 3  | 0  | 4      |
| Birmanie    | 3 | 0 | 1 | 2 | 2  | 9  | −7 | 1      |

| 2 décembre 2010 | Singapour | 1 – 1 | Philippines        | My Dinh National Stadium, Hanoï |                             |
| 17:00           | Đurić 65e |       | 90+3e C. Greatwich | Arbitrage : Chaiya Mahaprab     | Arbitrage : Chaiya Mahaprab |
| 17:00           | Report    |       |                    | Arbitrage : Chaiya Mahaprab     | Arbitrage : Chaiya Mahaprab |

| 2 décembre 2010 | Vietnam                                                          | 7 – 1 | Birmanie | My Dinh National Stadium, Hanoï |                          |
| 19:30           | Đức 13e 56e · Phương 30e · Tài 51e · Hoàng 73e 83e · Phong 90+4e |       | 16e Moe  | Arbitrage : Singh Pratap        | Arbitrage : Singh Pratap |
| 19:30           | Report                                                           |       |          | Arbitrage : Singh Pratap        | Arbitrage : Singh Pratap |

| 5 décembre 2010 | Singapour             | 2 – 1 | Birmanie | My Dinh National Stadium, Hanoï |                          |
| 17:00           | Đurić 62e · Agu 90+4e |       | 13e Lwin | Arbitrage : Tao Ranchang        | Arbitrage : Tao Ranchang |
| 17:00           | Report                |       |          | Arbitrage : Tao Ranchang        | Arbitrage : Tao Ranchang |

| 5 décembre 2010 | Philippines                            | 2 – 0 | Vietnam | My Dinh National Stadium, Hanoï |                              |
| 19:30           | C. Greatwich 38e · P. Younghusband 79e |       |         | Arbitrage : Jimmy Napitupulu    | Arbitrage : Jimmy Napitupulu |
| 19:30           | Report                                 |       |         | Arbitrage : Jimmy Napitupulu    | Arbitrage : Jimmy Napitupulu |

| 8 décembre 2010 | Birmanie | 0 – 0 | Philippines | Thiên Trường Stadium, Nam Định |                          |
| 19:30           |          |       |             | Arbitrage : Singh Pratap       | Arbitrage : Singh Pratap |
| 19:30           | Report   |       |             | Arbitrage : Singh Pratap       | Arbitrage : Singh Pratap |

| 8 décembre 2010 | Vietnam   | 1 – 0 | Singapour | My Dinh National Stadium, Hanoï |                             |
| 19:30           | Phong 32e |       |           | Arbitrage : Chaiya Mahaprab     | Arbitrage : Chaiya Mahaprab |
| 19:30           | Report    |       |           | Arbitrage : Chaiya Mahaprab     | Arbitrage : Chaiya Mahaprab |

### Phase à élimination directe
|  | Demi-finales           | Demi-finales           | Demi-finales           | Demi-finales           |          |          | Finale                 | Finale                 | Finale                 | Finale                 |
|  |                        |                        |                        |                        |          |          |                        |                        |                        |                        |
|  | 15 et 18 décembre 2010 | 15 et 18 décembre 2010 | 15 et 18 décembre 2010 | 15 et 18 décembre 2010 |          |          | 26 et 29 décembre 2010 | 26 et 29 décembre 2010 | 26 et 29 décembre 2010 | 26 et 29 décembre 2010 |
|  | Malaisie               | Malaisie               | 2                      | 0                      |          |          | 26 et 29 décembre 2010 | 26 et 29 décembre 2010 | 26 et 29 décembre 2010 | 26 et 29 décembre 2010 |
|  | Malaisie               | Malaisie               | 2                      | 0                      |          |          | 26 et 29 décembre 2010 | 26 et 29 décembre 2010 | 26 et 29 décembre 2010 | 26 et 29 décembre 2010 |
|  | Vietnam                | Vietnam                | 0                      | 0                      |          |          | 26 et 29 décembre 2010 | 26 et 29 décembre 2010 | 26 et 29 décembre 2010 | 26 et 29 décembre 2010 |
|  | Vietnam                | Vietnam                | 0                      | 0                      | Malaisie | Malaisie | 3                      | 1                      |                        |                        |
|  | 16 et 19 décembre 2010 |                        |                        |                        | Malaisie | Malaisie | 3                      | 1                      |                        |                        |
|  |                        |                        | Indonésie              | Indonésie              | 0        | 2        |                        |                        |                        |                        |
|  | Philippines            | Philippines            | Indonésie              | Indonésie              | 0        | 2        | 0                      | 0                      |                        |                        |
|  | Philippines            | Philippines            |                        |                        |          |          |                        | 0                      |                        |                        |
|  | Indonésie              | Indonésie              | 1                      | 1                      |          |          |                        |                        |                        |                        |
|  | Indonésie              | Indonésie              | 1                      | 1                      |          |          |                        |                        |                        |                        |

#### Demi-finales
| 15 décembre 2010 | Malaisie      | 2 – 0 | Vietnam | Stade national Bukit Jalil, Kuala Lumpur    |                                             |
| 20:00            | Safee 60e 79e |       |         | Spectateurs : 53 000 Arbitrage : Sun Baojie | Spectateurs : 53 000 Arbitrage : Sun Baojie |
| 20:00            | Report        |       |         | Spectateurs : 53 000 Arbitrage : Sun Baojie | Spectateurs : 53 000 Arbitrage : Sun Baojie |

| 16 décembre 2010 | Philippines | 0 – 1 | Indonésie    | Bung Karno Stadium, Jakarta                    |                                                |
| 19:00            |             |       | 32e Gonzáles | Spectateurs : 70 000 Arbitrage : Masoud Moradi | Spectateurs : 70 000 Arbitrage : Masoud Moradi |
| 19:00            | Report      |       |              | Spectateurs : 70 000 Arbitrage : Masoud Moradi | Spectateurs : 70 000 Arbitrage : Masoud Moradi |

| 18 décembre 2010 | Vietnam | 0 – 0 | Malaisie | My Dinh National Stadium, Hanoï               |                                               |
| 19:00            |         |       |          | Spectateurs : 40 000 Arbitrage : Kim Sang-Woo | Spectateurs : 40 000 Arbitrage : Kim Sang-Woo |
| 19:00            | Report  |       |          | Spectateurs : 40 000 Arbitrage : Kim Sang-Woo | Spectateurs : 40 000 Arbitrage : Kim Sang-Woo |

| 19 décembre 2010 | Indonésie    | 1 – 0 | Philippines | Bung Karno Stadium, Jakarta                                  |                                                              |
| 19:00            | Gonzáles 43e |       |             | Spectateurs : 88 000 Arbitrage : Ali Hasan Ebrahim Abdulnabi | Spectateurs : 88 000 Arbitrage : Ali Hasan Ebrahim Abdulnabi |
| 19:00            | Report       |       |             | Spectateurs : 88 000 Arbitrage : Ali Hasan Ebrahim Abdulnabi | Spectateurs : 88 000 Arbitrage : Ali Hasan Ebrahim Abdulnabi |

#### Finale
| 26 décembre 2010 | Malaisie                    | 3 – 0 | Indonésie | Stade national Bukit Jalil, Kuala Lumpur      |                                               |
| 20:00            | Safee 61e 73e · Ashaari 68e |       |           | Spectateurs : 90 000 Arbitrage : Masaaki Toma | Spectateurs : 90 000 Arbitrage : Masaaki Toma |
| 20:00            | Report                      |       |           | Spectateurs : 90 000 Arbitrage : Masaaki Toma | Spectateurs : 90 000 Arbitrage : Masaaki Toma |

| 29 décembre 2010 | Indonésie               | 2 – 1 | Malaisie  | Bung Karno Stadium, Jakarta                  |                                              |
| 19:00            | Nasuha 72e · Ridwan 87e |       | 54e Safee | Spectateurs : 95 000 Arbitrage : Peter Green | Spectateurs : 95 000 Arbitrage : Peter Green |
| 19:00            | Report                  |       |           | Spectateurs : 95 000 Arbitrage : Peter Green | Spectateurs : 95 000 Arbitrage : Peter Green |

## Sources et références
1. ↑  « Suzuki renew its title sponsorship of AFF Cup »(Archive.org • Wikiwix • Archive.is • Google • Que faire ?) (consulté le 20130317)
2. ↑  (en) « December 2010 event calendar », World Sports Group,‎ décembre 2010 (lire en ligne, consulté le 28 juillet 2012)
3. ↑  (en) « Brunei suspended for government interference », The-AFC.com, Asian Football Confederation, 30 septembre 2009 (consulté le 3 septembre 2010)
4. ↑  (en) Calendrier officiel de la phase finale